# 韋氏高鬚魚
韋氏高鬚魚（学名：Hypsibarbus wetmorei），又稱达氏无须魮，為輻鰭魚綱鯉形目鯉科的其中一個種。

## 分布
本魚分布於寮國、泰國、柬埔寨、越南的湄公河及湄南河流域。

## 特徵
本魚身體的輪廓不對稱，背部的平滑曲線從背鰭的前部突然下降。顏色隨年齡的變化，從黃綠色變成銀灰色，或許還帶有一些淺棕色。魚鱗是黑色菱形狀，增添了網格狀的效果。幼魚的特徵是吻部突出。有四根觸鬚。背鰭軟條8枚；臀鰭軟條5枚。體長可達25公分。

## 生態
本魚棲息在森林中中等大小溪流的中層到深底部水域。屬雜食性，性情溫和，喜群游。

## 經濟利用
可作為養殖魚類和食用魚，另可做觀賞魚。